# Tejowangi
Tejowangi is een bestuurslaag in het regentschap Pasuruan van de provincie Oost-Java, Indonesië. Tejowangi telt 5238 inwoners (volkstelling 2010).